# Filmation
Filmation est une société de production de séries d'animation américaine fondée en 1962 par Lou Scheimer, Hal Sutherland et Norm Prescott et disparue en 1989.

## Historique
Basée à Reseda dans Los Angeles (Californie), Filmation a commencé par  produire des publicités et des documentaires avant de se lancer en 1965 dans les séries d'animation avec The New Adventures of Superman pour CBS. Le succès de la série fut tel que la société décida d'adapter d'autres personnages de DC Comics, Batman et Aquaman, ainsi que la bande dessinée Archie. Très vite, elle se retrouva parmi les principaux fournisseurs de programmes pour enfants du samedi matin sur les réseaux nationaux.
Dans les années 1970, Filmation produit Les Croque-monstres (Groovie Goolies), une version animée de la série Star Trek, Super-Souris (Mighty Mouse), Waldo Kitty (The Secret Lives of Waldo Kitty) ou encore Tarzan, seigneur de la jungle. 
En 1972, Filmation crée T'as l'bonjour d'Albert (Fat Albert and The Cosby Kids), une série qui ose aborder des thèmes sociétaux jamais évoqués jusqu'alors dans les programmes pour enfants (Filmation avait été également la première à introduire un héros noir dans The Hardy Boys, trois ans plus tôt). La série reçoit un excellent accueil de la critique et du public et durera 12 ans.
En 1983, Filmation lance une série adaptée d'une gamme de jouets de la société Mattel : Les Maîtres de l'Univers (He-Man and the Masters of the Universe) qui connaît un succès considérable. Cent-trente épisodes ont été produits (sans compter la série dérivée consacrée à She-Ra, sœur jumelle d'He-Man) et diffusés dans une cinquantaine de pays.
En 1988, le groupe Westinghouse est désormais propriétaire de la société, liquide Filmation le 3 février 1989 et revend le catalogue à L'Oréal. Le catalogue est racheté par Hallmark Entertainment. Lou Scheimer recréé de son côté une nouvelle société : Lou Scheimer Productions.

## Principales productions

### Séries d'animation
- 1963 : Rod Rocket (130 épisodes)
- 1966-1968 : Les Nouvelles Aventures de Superman (68 épisodes)
- 1966-1968 : Les Aventures de Superboy (34 épisodes)
- 1967-1968 : Aquaman (36 épisodes)
- 1967 : Atom (3 épisodes)
- 1967 : The Flash (3 épisodes)
- 1967-1968 : Green Lantern (3 épisodes)
- 1967 : Hawkman (3 épisodes)
- 1967 : Justice League of America (3 épisodes)
- 1967 : Teen Titans (3 épisodes)
- 1967 : Journey to the Center of the Earth (17 épisodes)
- 1968-1969 : The Archie Show (34 épisodes)
- 1968-1969 : Les Aventures de Batman (34 épisodes)
- 1968-1969 : Fantastic Voyage (17 épisodes)
- 1969-1981 : Heckle and Jeckle (32 épisodes)
- 1969-1972 : Sabrina, the Teenage Witch (62 épisodes)
- 1969 : The Hardy Boys (34 épisodes)
- 1970 : Le Croque-monstres Show (16 épisodes)
- 1970-1971 : Jerry Lewis (17 épisodes)
- 1971 : Archie's TV Funnies (16 épisodes)
- 1972-1985 : T'as l'bonjour d'Albert (114 épisodes)
- 1972-1973 : The Brady Kids (22 épisodes)
- 1972-1973 : Lassie (15 épisodes)
- 1973-1974 : Star Trek (22 épisodes)
- 1973 : My Favorite Martians (16 épisodes)
- 1973 : Mission Magic (16 épisodes)
- 1974 : U.S. of Archie (16 épisodes)
- 1974-1975 : The New Adventures of Gilligan (24 épisodes)
- 1975 : Fraidy Cat (18 épisodes)
- 1975 : Wacky and Packy (16 épisodes)
- 1975 : Waldo Kitty (13 épisodes)
- 1975-1976 : M.U.S.H. (30 épisodes)
- 1976-1979 : Tarzan, seigneur de la jungle (36 épisodes)
- 1977 : Space Sentinels (13 épisodes)
- 1977 : The Freedom Force (5 épisodes)
- 1977 : Les Nouvelles Aventures de Batman (16 épisodes)
- 1978 : Fabulous Funnies (13 épisodes)
- 1978 : Superstrech and Microwoman (11 épisodes)
- 1978 : Manta and Moray (7 épisodes)
- 1978 : Web Woman (10 épisodes)
- 1979 : Quacula (16 épisodes)
- 1979-1980 : Sport Billy (26 épisodes)
- 1979-1982 : Les Nouvelles Aventures de Flash Gordon (32 épisodes)
- 1979-1981 : The New Adventures of Mighty Mouse (48 épisodes)
- 1980-1982 : New Adventures of Tom and Jerry (30 épisodes)
- 1980 : Droopy (15 épisodes)
- 1980-1982 : The Lone Ranger (28 épisodes)
- 1981 : Blackstar (13 épisodes)
- 1981-1982 : Hero High (26 épisodes)
- 1981 : Shazam (13 épisodes)
- 1981 : Les Nouvelles Aventures de Zorro (13 épisodes)
- 1982 : Gilligan's Planet (13 épisodes)
- 1983-1985 : Les Maîtres de l'Univers (130 épisodes)
- 1985-1987 : She-Ra, la princesse du pouvoir (93 épisodes)
- 1986 : Ghostbusters (65 épisodes)
- 1987-1988 : Bravestarr (65 épisodes)

### Sérieslive
- 1974-1976 : Shazam! (28 épisodes)
- 1975 : The Ghost Busters (15 épisodes)
- 1975-1976 : Isis (22 épisodes)
- 1976 : Ark II (15 épisodes)
- 1977 : Space Academy (15 épisodes)
- 1978-1979 : Jason of Star Command (28 épisodes)

### Films de cinéma
- 1973 : L'Île au trésor (Treasure Island)
- 1974 : Journey Back to Oz
- 1974 : Oliver Twist
- 1985 : Les Maîtres de l'univers : Le Secret de l'épée (The Secret of the Sword)
- 1986 : Les Maîtres de l'univers : La Revanche de Skeletor (He-Man & She-Ra: A Christmas Special)
- 1987 : Pinocchio et l'Empereur de la nuit (Pinocchio and the Emperor of the Night)
- 1988 : Bravestarr (Bravestarr: The Legend)
- 1990 : Blanche-Neige et le Château hanté (Happily Ever After)